# Texaco/Havoline Grand Prix 1990
Texaco/Havoline Grand Prix 1990 var ett race som var den elfte deltävlingen i PPG IndyCar World Series 1990. Racet kördes den 26 augusti på Denvers gator. Al Unser Jr. tog sin tredje raka seger och utökade sin mästerskapsledning till 33 poängs marginal. Danny Sullivan blev tvåa före Bobby Rahal, medan Unsers främsta rival om mästerskapet; Michael Andretti, slutade femma.

## Slutresultat
| Plats | Förare                | Team                     | Grid | Kvaltid  |
| ----- | --------------------- | ------------------------ | ---- | -------- |
| 1     | Al Unser Jr.          | Galles-Kraco Racing      | 2    | 1.26,955 |
| 2     | Danny Sullivan        | Marlboro Team Penske     | 6    | 1.28,001 |
| 3     | Bobby Rahal           | Galles-Kraco Racing      | 14   | 1.29,611 |
| 4     | Mario Andretti        | Newman/Haas Racing       | 4    | 1.27,817 |
| 5     | Michael Andretti      | Newman/Haas Racing       | 3    | 1.27,453 |
| 6     | John Andretti         | Porsche Motorsports      | 8    | 1.28,000 |
| 7     | Rick Mears            | Penske Racing            | 7    | 1.28,138 |
| 8     | Scott Goodyear        | Doug Shierson Racing     | 13   | 1.29,589 |
| 9     | Didier Theys          | Vince Granatelli Racing  | 18   | 1.30,520 |
| 10    | A.J. Foyt             | A.J. Foyt Enterprises    | 24   | 1.31,939 |
| 11    | Wally Dallenbach Jr.  | Leader Cards Racing      | 21   | 1.31,111 |
| 12    | Scott Brayton         | Dick Simon Racing        | 19   | 1.30,796 |
| 13    | Arie Luyendyk         | Doug Shierson Racing     | 10   | 1.29,237 |
| 14    | Mike Groff            | Euromotorsport           | 23   | 1.31,869 |
| 15    | Hiro Matsushita       | Dick Simon Racing        | 25   | 1.32,082 |
| 16    | Randy Lewis           | Arciero Racing           | 27   | 1.33,509 |
| 17    | Roberto Guerrero      | Patrick Racing           | 11   | 1.29,405 |
| 18    | Emerson Fittipaldi    | Marlboro Team Penske     | 5    | 1.27,877 |
| 19    | Jeff Wood             | Todd Walther Racing      | 20   | 1.31,026 |
| 20    | Eddie Cheever         | Chip Ganassi Racing      | 9    | 1.29,132 |
| 21    | Michael Greenfield    | Greenfield Competition   | 22   | 1.31,476 |
| 22    | Jon Beekhuis          | P.I.G. Racing            | 15   | 1.29,989 |
| 23    | Dean Hall             | Dale Coyne Racing        | 26   | 1.32,373 |
| 24    | Tony Bettenhausen Jr. | Bettenhausen Motorsports | 28   | 1.37,590 |
| 25    | Dominic Dobson        | Bruce Leven Racing       | 16   | 1.30,089 |
| 26    | Willy T. Ribbs        | Raynor Motorsports Group | 17   | 1.30,493 |
| 27    | Teo Fabi              | Porsche Motorsports      | 1    | 1.26,622 |
| 28    | Raul Boesel           | Truesports Co.           | 12   | 1.29,452 |